# روبرت بارانی
رابرت بارانی (به مجاری: Robert Bárány) (تلفظ مجاری: [ˈro:bɛrt ˈba:ra:ɲ]) ‏زیست‌شناس اتریش-مجارستانی-سوئدی برنده جایزه نوبل فیزیولوژی و پزشکی در سال ۱۹۱۴ به خاطر مطالعه دستگاه شنوایی بود.